# Echinidae
Echinidae Gray, 1825 è una famiglia di ricci di mare appartenente all'ordine Camarodonta.

## Tassonomia
Comprende i seguenti generi:
- Dermechinus Mortensen, 1942
- Echinus Linnaeus, 1758
- Gracilechinus Fell & Pawson, in Moore, 1966
- Polyechinus Mortensen, 1942
- Sterechinus Koehler, 1901
- Stirechinus Desor, 1856 †

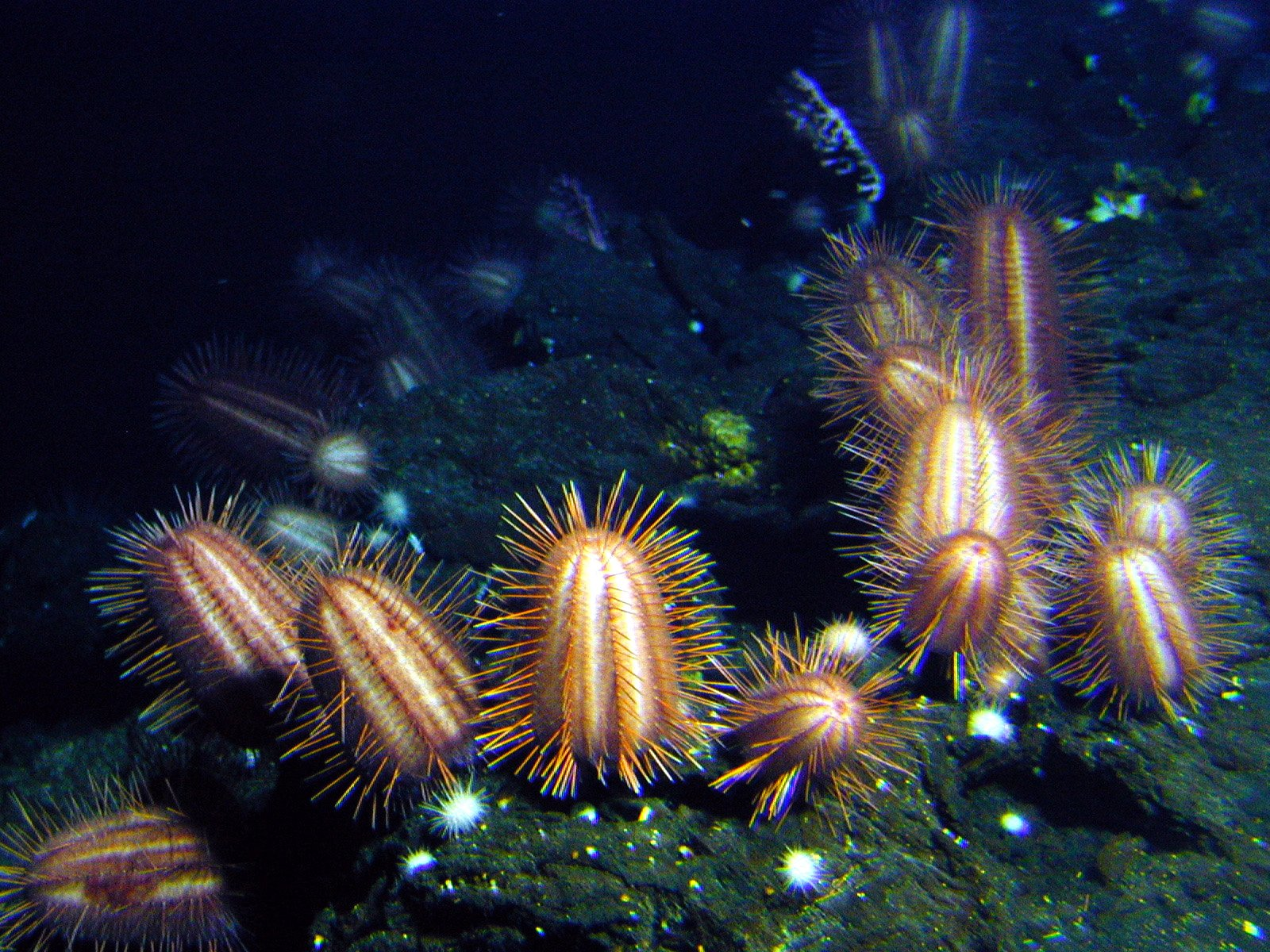
Dermechinus horridus
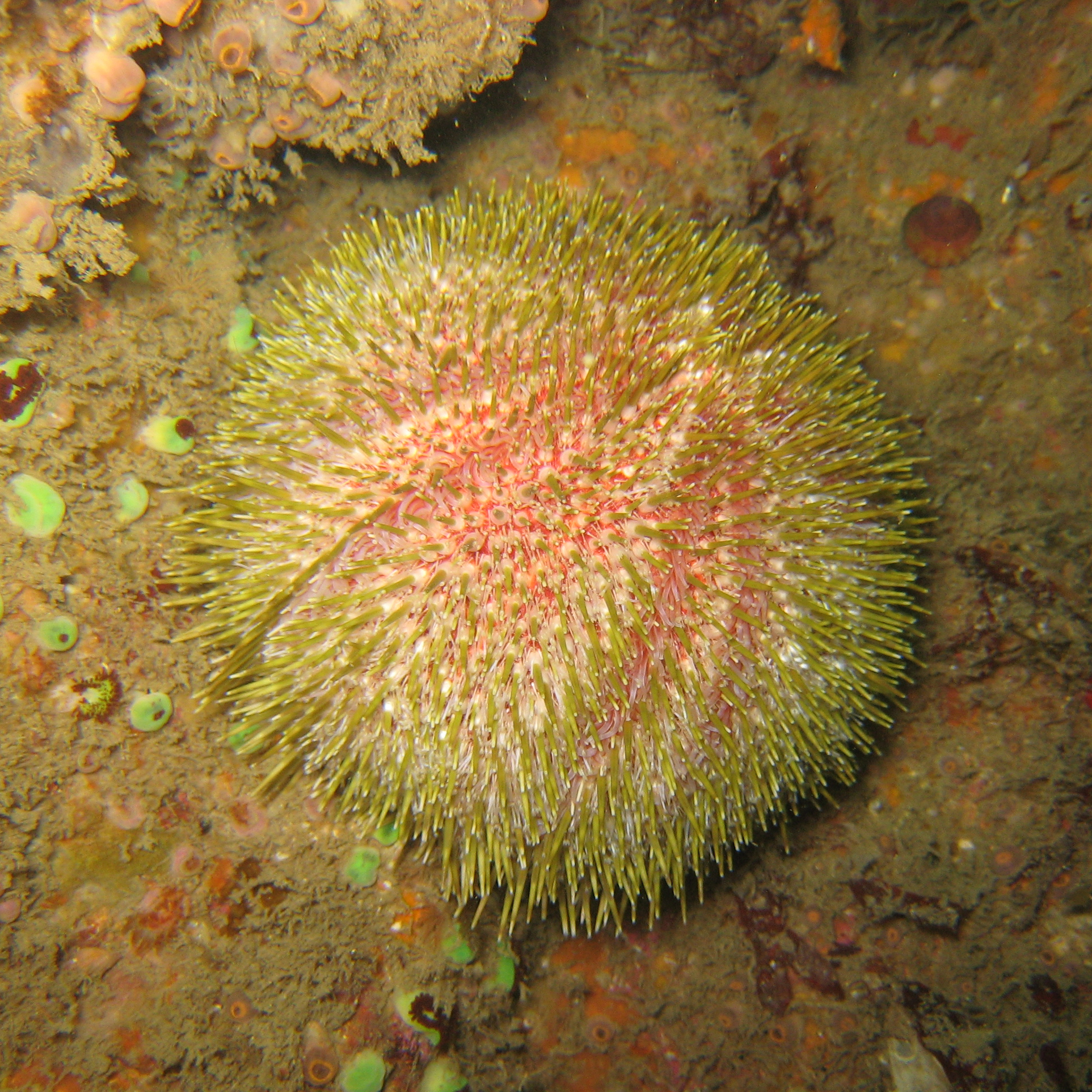
Echinus esculentus
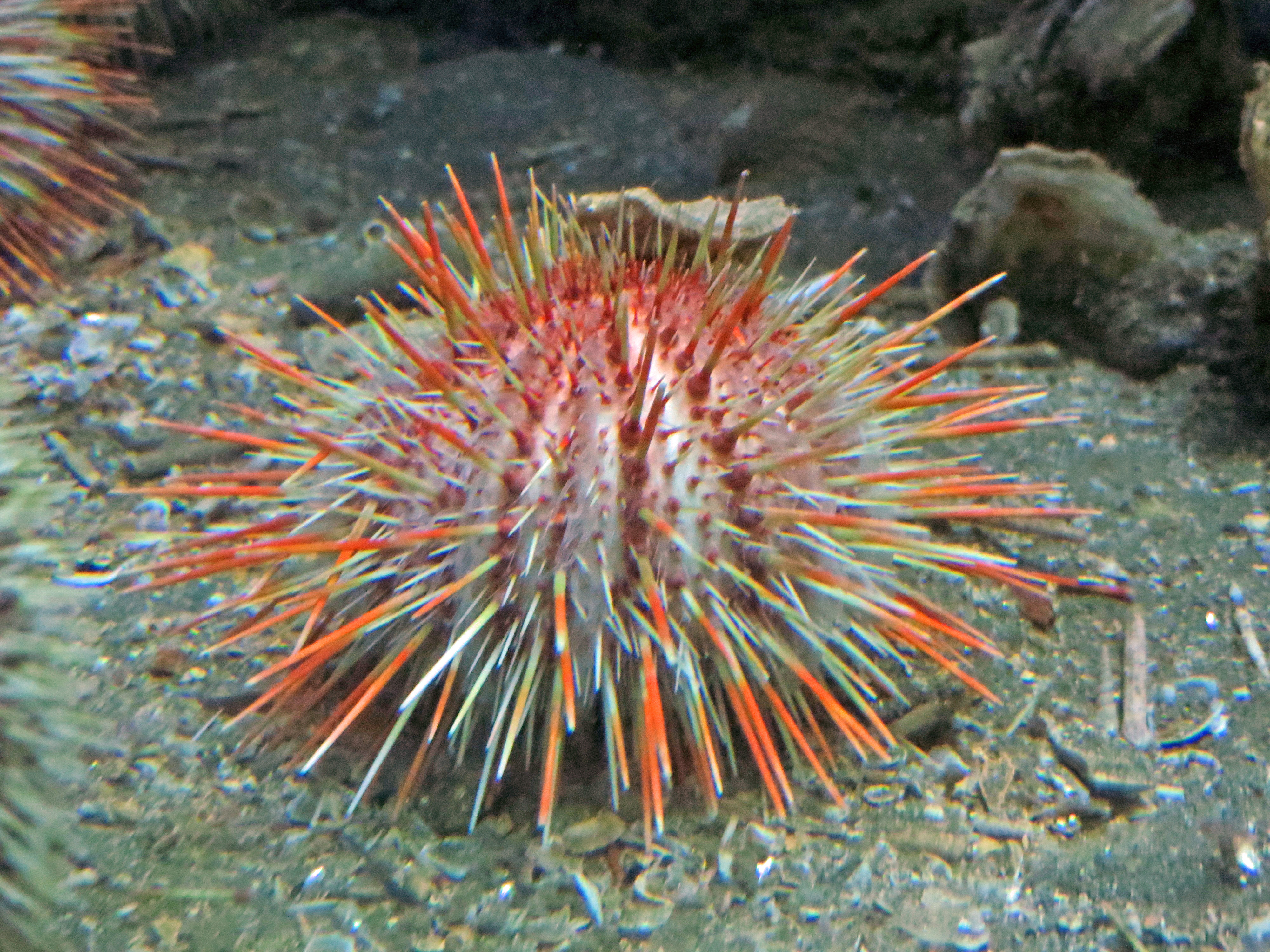
Gracilechinus acutus
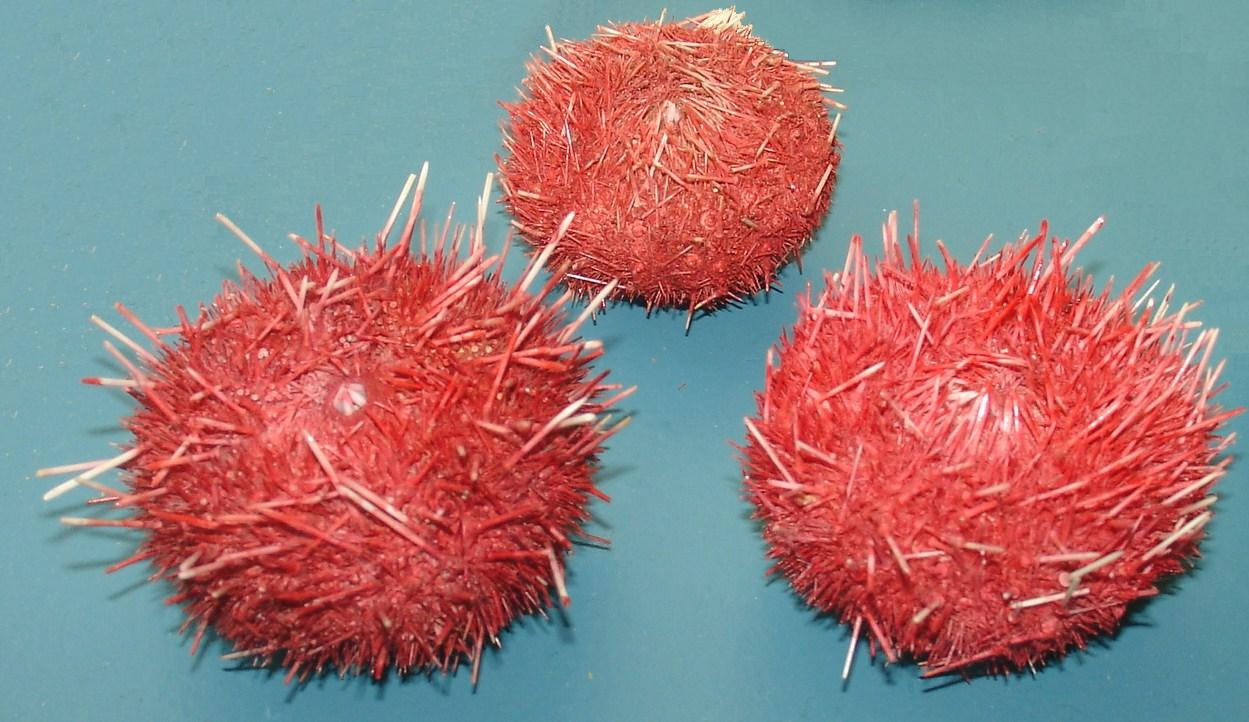
Sterechinus neumayeri